# مارسيلو أوتيرو
مارسيلو أوتيرو (بالإسبانية: Marcelo Otero)‏ (14 أبريل 1971 بمونتفيدو في الأوروغواي - ) هو لاعب كرة قدم أوروغواني في مركز الهجوم. شارك مع منتخب الأوروغواي لكرة القدم. أما مع النوادي، فقد لعب مع بنيارول ورامبلا جونيورز ونادي أتليتيكو كولون ونادي إشبيلية ونادي فيتشينزا ونادي هوراكان وسنترو أتلتيكو فينكس ‏.

## وصلات خارجية
- مارسيلو أوتيرو على موقع الاتحاد الدولي (مؤرشف)  (الإنجليزية)
- مارسيلو أوتيرو على موقع قاعدة بيانات كرة القدم.إي يو (الإنجليزية)
- مارسيلو أوتيرو على موقع ناشيونال فوتبول تيمز (الإنجليزية)
- مارسيلو أوتيرو على موقع عالم كرة القدم.نت (الإنجليزية)